# Ømål
Ømål er en familie af danske dialekter, som tales på Sjælland, Fyn, Lolland, Falster og de øvrige danske øer øst for Lillebælt med undtagelse af Bornholm. 
Ømål kan inddeles i tre hovedgrupper: sjællandsk, fynsk og sydømål (på Lolland, Falster og Møn). 
Københavnsk er egentlig en form for sjællandsk, men regnes ofte for en særlig gruppe.[kilde mangler]
Et eksempel på forskellen mellem dialekterne er, at udsagnet ikke også på rigsdansk bliver på fynsk til [e'gʌs], mens det på sjællandsk hedder [eg']. På københavnsk hedder det enten [eg'] eller [eŋ'].[kilde mangler]